# Groupe D de la Coupe d'Afrique des nations de football 2017
Navigation
- A
- B
- C
- D

- Quarts
- Demies
- Finale

Le groupe D de la CAN 2017, qui se dispute au Gabon du 14 janvier au 5 février 2017, comprend quatre équipes dont les deux premières se qualifient pour les quarts de finale de la compétition.
Le tirage au sort est effectué le 19 octobre 2016 à Libreville. Le groupe D est constitué du Ghana, du Mali, de l'Égypte et de l'Ouganda.

## Classement
| Rang | Équipe  | Pts | J | G | N | P | Bp | Bc | Diff |
| ---- | ------- | --- | - | - | - | - | -- | -- | ---- |
| 1    | Ghana   | 3   | 1 | 1 | 0 | 0 | 1  | 0  | +1   |
| 2    | Mali    | 1   | 1 | 0 | 1 | 0 | 0  | 0  | 0    |
| 3    | Égypte  | 1   | 1 | 0 | 1 | 0 | 0  | 0  | 0    |
| 4    | Ouganda | 0   | 1 | 0 | 0 | 1 | 0  | 1  | -1   |

     Équipes directement qualifiées ; Pts : points ; J : matchs joués ; G : matchs gagnés ; N : matchs nuls ; P : matchs perdus ;

Bp : buts pour ; Bc : buts contre ; Diff : différence de buts.

## 1rejournée

### Ghana - Ouganda
| Match 7                                                | Ghana              | 1 - 0   | Ouganda | Stade de Port-Gentil, Port-Gentil |                          |
| 17 janvier 2017 · 17 h WAT · Historique des rencontres | A. Ayew 32e (pen.) | (1 - 0) |         | Arbitrage : Joshua Bondo          | Arbitrage : Joshua Bondo |
| 17 janvier 2017 · 17 h WAT · Historique des rencontres | Rapport            |         |         | Arbitrage : Joshua Bondo          | Arbitrage : Joshua Bondo |

| Ghana | Ouganda |

| Ghana :         |    |                        |  |  |     |
|                 |    |                        |  |  |     |
| Gardien de but  | 1  | Brimah Razak           |  |  |     |
|                 | 3  | Asamoah Gyan           |  |  | 73e |
|                 | 5  | Thomas Partey          |  |  |     |
|                 | 7  | Christian Atsu         |  |  |     |
|                 | 9  | Jordan Ayew            |  |  | 86e |
|                 | 10 | André Ayew             |  |  |     |
|                 | 11 | Mubarak Wakaso         |  |  |     |
|                 | 17 | Baba Rahman            |  |  | 39e |
|                 | 18 | Daniel Amartey         |  |  |     |
|                 | 21 | John Boye              |  |  |     |
|                 | 23 | Harrison Afful         |  |  |     |
| Remplaçants :   |    |                        |  |  |     |
|                 | 22 | Frank Acheampong       |  |  | 39e |
|                 | 8  | Emmanuel Agyemang-Badu |  |  | 73e |
|                 | 6  | Afriyie Acquah         |  |  | 86e |
| Sélectionneur : |    |                        |  |  |     |
| Avraham Grant   |    |                        |  |  |     |

| Ouganda :          |    |                     |  |     |     |
|                    |    |                     |  |     |     |
| Gardien de but     | 18 | Denis Onyango       |  |     |     |
|                    | 2  | Joseph Ochaya       |  |     |     |
|                    | 3  | Geoffrey Kizito     |  |     |     |
|                    | 5  | Isaac Isinde        |  | 31e | 70e |
|                    | 6  | Tony Mawejje        |  |     |     |
|                    | 10 | Luwagga Kizito      |  |     | 57e |
|                    | 11 | Geofrey Massa       |  |     |     |
|                    | 12 | Denis Iguma         |  |     |     |
|                    | 16 | Hassan Wasswa       |  |     |     |
|                    | 17 | Farouk Miya         |  |     |     |
|                    | 23 | Micheal Azira       |  |     | 46e |
| Remplaçants :      |    |                     |  |     |     |
|                    | 13 | Moses Oloya         |  |     | 46e |
|                    | 21 | Muhammad Shaban     |  |     | 57e |
|                    | 9  | Geoffrey Sserunkuma |  |     | 70e |
| Sélectionneur :    |    |                     |  |     |     |
| Milutin Sredojević |    |                     |  |     |     |

| Assistants : Abdelhak Etchiali Olivier Safari Quatrième arbitre : Mehdi Abid Charef Homme du match : Christian Atsu |

### Mali - Égypte
| Match 8                                                | Mali    | 0 - 0   | Égypte | Stade de Port-Gentil, Port-Gentil |                            |
| 17 janvier 2017 · 20 h WAT · Historique des rencontres |         | (0 - 0) |        | Arbitrage : Daniel Bennett        | Arbitrage : Daniel Bennett |
| 17 janvier 2017 · 20 h WAT · Historique des rencontres | Rapport |         |        | Arbitrage : Daniel Bennett        | Arbitrage : Daniel Bennett |

| Mali | Égypte |

| Mali :          |    |                   |  |     |     |
|                 |    |                   |  |     |     |
| Gardien de but  | 1  | Oumar Sissoko     |  |     |     |
|                 | 2  | Hamari Traoré     |  |     |     |
|                 | 4  | Salif Coulibaly   |  |     |     |
|                 | 6  | Lassana Coulibaly |  |     | 72e |
|                 | 8  | Yacouba Sylla     |  |     |     |
|                 | 9  | Moussa Marega     |  |     |     |
|                 | 11 | Bakary Sako       |  |     |     |
|                 | 13 | Molla Wagué       |  |     |     |
|                 | 14 | Sambou Yatabaré   |  |     | 65e |
|                 | 17 | Mamoutou N'Diaye  |  |     |     |
|                 | 23 | Ousmane Coulibaly |  |     |     |
| Remplaçants :   |    |                   |  |     |     |
|                 | 20 | Yves Bissouma     |  |     | 65e |
|                 | 18 | Samba Sow         |  | 88e | 72e |
| Sélectionneur : |    |                   |  |     |     |
| Alain Giresse   |    |                   |  |     |     |

| Égypte :        |    |                      |  |       |     |
|                 |    |                      |  |       |     |
| Gardien de but  | 23 | Ahmed El-Shenawy     |  |       | 25e |
|                 | 2  | Ali Gabr             |  |       |     |
|                 | 6  | Ahmed Hegazy         |  |       |     |
|                 | 7  | Ahmed Fathi          |  | 90+1e |     |
|                 | 8  | Tarek Hamed          |  |       |     |
|                 | 10 | Mohamed Salah        |  | 67e   | 70e |
|                 | 13 | Mohamed Abdel-Shafi  |  |       |     |
|                 | 17 | Mohamed El Nenny     |  |       |     |
|                 | 18 | Marwan Mohsen        |  |       | 76e |
|                 | 19 | Abdallah Saïd        |  |       |     |
|                 | 21 | Mahmoud Hassan       |  |       |     |
| Remplaçants :   |    |                      |  |       |     |
|                 | 1  | Essam el-Hadari      |  |       | 25e |
|                 | 14 | Ramadan Sobhi        |  |       | 70e |
|                 | 9  | Ahmed Hassan Mahgoub |  |       | 76e |
| Sélectionneur : |    |                      |  |       |     |
| Héctor Cúper    |    |                      |  |       |     |

| Assistants : Zakhele Siwela Marius Tan Quatrième arbitre : Bernard Camille Homme du match : Moussa Marega |

## 2ejournée

### Ghana - Mali
| Match 15                                               | Ghana    | 1 - 0   | Mali | Stade de Port-Gentil, Port-Gentil |                               |
| 21 janvier 2017 · 17 h WAT · Historique des rencontres | Gyan 20e | (1 - 0) |      | Arbitrage : Mehdi Abid Charef     | Arbitrage : Mehdi Abid Charef |
| 21 janvier 2017 · 17 h WAT · Historique des rencontres | Rapport  |         |      | Arbitrage : Mehdi Abid Charef     | Arbitrage : Mehdi Abid Charef |

### Égypte - Ouganda
| Match 16                                               | Égypte   | 1 - 0   | Ouganda | Stade de Port-Gentil, Port-Gentil |                             |
| 21 janvier 2017 · 20 h WAT · Historique des rencontres | Saïd 89e | (0 - 0) |         | Arbitrage : Malang Diedhiou       | Arbitrage : Malang Diedhiou |
| 21 janvier 2017 · 20 h WAT · Historique des rencontres | Rapport  |         |         | Arbitrage : Malang Diedhiou       | Arbitrage : Malang Diedhiou |

## 3ejournée

### Égypte - Ghana
| Match 23                                               | Égypte       | 1 - 0   | Ghana | Stade de Port-Gentil, Port-Gentil |                            |
| 25 janvier 2017 · 20 h WAT · Historique des rencontres | M. Salah 11e | (1 - 0) |       | Arbitrage : Bakary Gassama        | Arbitrage : Bakary Gassama |
| 25 janvier 2017 · 20 h WAT · Historique des rencontres | Rapport      |         |       | Arbitrage : Bakary Gassama        | Arbitrage : Bakary Gassama |

### Ouganda - Mali
| Match 24                                               | Ouganda  | 1 - 1   | Mali         | Stade d'Oyem, Oyem                  |                                     |
| 25 janvier 2017 · 20 h WAT · Historique des rencontres | Miya 70e | (0 - 0) | 73e Bissouma | Arbitrage : Ali Lemghaifry Bouchaab | Arbitrage : Ali Lemghaifry Bouchaab |
| 25 janvier 2017 · 20 h WAT · Historique des rencontres | Rapport  |         |              | Arbitrage : Ali Lemghaifry Bouchaab | Arbitrage : Ali Lemghaifry Bouchaab |

## Homme du match
| Match | Résultats | Résultats | Résultats | Homme du match |
| ----- | --------- | --------- | --------- | -------------- |
| 7     | Ghana     | 1 - 0     | Ouganda   | Christian Atsu |
| 8     | Mali      | 0 - 0     | Égypte    | Moussa Marega  |
| 15    | Ghana     | 1 - 0     | Mali      | Thomas Partey  |
| 16    | Égypte    | 1 - 0     | Ouganda   | Abdallah Saïd  |
| 23    | Égypte    | 1 - 0     | Ghana     | Ahmed Hegazy   |
| 24    | Ouganda   | 1 - 1     | Mali      | Farouk Miya    |

## Buteurs et passeurs
| 1 but - Abdallah Saïd - André Ayew (1 pénalty) - Asamoah Gyan | 1 passe décisive - Mohamed Salah - Jordan Ayew |